# Teminius
Teminius is een geslacht van spinnen uit de  familie van de Miturgidae (spoorspinnen).

## Soorten
- Teminius affinis Banks, 1897
- Teminius agalenoides (Badcock, 1932)
- Teminius conjuncta Banks, 1914
- Teminius hirsutus (Petrunkevitch, 1925)
- Teminius insularis (Lucas, 1857)
- Teminius monticola (Bryant, 1948)